# VII Liga Portuguesa de Futebol Americano
La VII Liga Portuguesa de Futebol Americano è stata la 7ª edizione del campionato di football americano di primo livello, organizzato dalla APFA.

## Squadre partecipanti
| Club                | Città             | Stadio | Sponsor ufficiale | Risultato nella stagione 2014-15 |
| ------------------- | ----------------- | ------ | ----------------- | -------------------------------- |
| Algarve Sharks      | Faro              |        |                   |                                  |
| Braga Black Knights | Braga             |        |                   |                                  |
| Braga Warriors      | Braga             |        |                   |                                  |
| Crusaders CFA       | Cascais           |        |                   |                                  |
| Lisboa Devils       | Lisbona           |        |                   |                                  |
| Lisboa Navigators   | Lisbona           |        |                   |                                  |
| Maia Mustangs       | Maia              |        |                   |                                  |
| Paredes Lumberjacks | Paredes           |        |                   |                                  |
| Porto Mutts         | Vila Nova de Gaia |        |                   |                                  |
| Porto Renegades     | Vila Nova de Gaia |        |                   |                                  |

### Gironi
| LPFA Norte          | LPFA Sul          |
| ------------------- | ----------------- |
| Braga Black Knights | Algarve Sharks    |
| Braga Warriors      | Crusaders CFA     |
| Maia Mustangs       | Lisboa Devils     |
| Paredes Lumberjacks | Lisboa Navigators |
| Porto Mutts         |                   |
| Porto Renegades     |                   |

## Stagione regolare

### Calendario

#### Prima fase

##### 1ª giornata
| Alcabideche 21 novembre 2015, ore 15:00 | Crusaders CFA | 7 – 15 | Lisboa Navigators |  |

| Barcelos 21 novembre 2015, ore 20:00 | Braga Black Knights | 0 – 38 | Paredes Lumberjacks |  |

| Canidelo 22 novembre 2015, ore 15:00 | Porto Mutts | 35 – 6 | Porto Renegades |  |

##### 2ª giornata
| Faro 28 novembre 2015, ore 18:00 | Algarve Sharks | 32 – 19 | Crusaders CFA |  |

| Maia 29 novembre 2015, ore 15:00 | Maia Mustangs | 3 – 28 | Braga Warriors |  |

##### 3ª giornata
| Mouriz 5 dicembre 2015, ore 19:30 | Paredes Lumberjacks | 20 – 10 | Maia Mustangs |  |

| Lisbona 6 dicembre 2015, ore 15:00 | Lisboa Navigators | 8 – 51 | Lisboa Devils | Campo do Vitória Clube |

| Canidelo 6 dicembre 2015, ore 15:00 | Porto Mutts | 32 – 0 | Braga Warriors |  |

##### 4ª giornata
| Canelas 13 dicembre 2015, ore 15:00 | Porto Renegades | 44 – 0 | Braga Black Knights |  |

| Alcabideche 13 dicembre 2015, ore 15:00 | Crusaders CFA | 54 – 43 | Algarve Sharks |  |

##### 5ª giornata
| Lisbona 19 dicembre 2015, ore 15:00 | Lisboa Devils | 58 – 43 | Crusaders CFA | Campo Branca Lucas |

| Braga 19 dicembre 2015, ore 16:00 | Braga Warriors | 14 – 12 | Paredes Lumberjacks |  |

| Faro 20 dicembre 2015, ore 15:00 | Algarve Sharks | 13 – 19 | Lisboa Navigators |  |

| Maia 20 dicembre 2015, ore 15:30 | Maia Mustangs | 0 – 18 | Porto Renegades |  |

##### 6ª giornata
| Canelas 10 gennaio 2016, ore 14:00 | Porto Renegades | 6 – 14 | Braga Warriors |  |

| Lisbona 10 gennaio 2016, ore 14:30 | Lisboa Devils | 48 – 26 | Lisboa Navigators |  |

| Barcelos 10 gennaio 2016, ore 15:00 | Braga Black Knights | 6 – 36 | Porto Mutts |  |

##### 7ª giornata
| Braga 16 gennaio 2016, ore 16:00 | Braga Warriors | 30 – 0 | Maia Mustangs |  |

| Faro 16 gennaio 2016, ore 18:00 | Algarve Sharks | 29 – 48 | Lisboa Devils |  |

##### 8ª giornata
| Barcelos 23 gennaio 2016, ore 15:00 | Braga Black Knights | 0 – 20 | Maia Mustangs |  |

| Lisbona 24 gennaio 2016, ore 15:00 | Lisboa Navigators | 42 – 46 | Crusaders CFA |  |

| Mouriz 24 gennaio 2016, ore 15:00 | Paredes Lumberjacks | 6 – 45 | Porto Mutts |  |

##### 9ª giornata
| Lisbona 31 gennaio 2016, ore 15:00 | Lisboa Navigators | 36 – 66 | Algarve Sharks |  |

| Porto 31 gennaio 2016, ore 15:00 | Porto Mutts | 51 – 0 | Porto Renegades |  |

##### 10ª giornata
| Braga 6 febbraio 2016, ore 16:00 | Braga Warriors | 22 – 0 | Braga Black Knights |  |

| Canelas 7 febbraio 2016, ore 15:00 | Porto Renegades | 8 – 14 | Paredes Lumberjacks |  |

| Alcabideche 7 febbraio 2016, ore 15:00 | Crusaders CFA | 54 – 60 | Lisboa Devils |  |

##### 11ª giornata
| Lisbona 13 febbraio 2016, ore 17:30 | Lisboa Devils | 48 – 16 | Algarve Sharks |  |

| Maia 14 febbraio 2016, ore 15:30 | Maia Mustangs | 0 – 41 | Porto Mutts |  |

| Mouriz 14 febbraio 2016, ore 18:30 | Paredes Lumberjacks | 16 – 0 | Braga Black Knights |  |

#### Classifica prima fase
La classifica della regular season è la seguente:
- PCT = percentuale di vittorie, G = partite giocate, V = partite vinte,  P = partite perse, PF = punti fatti, PS = punti subiti

##### LPFA Norte
| Pos. | Squadra             | PCT   | G | V | P | PF  | PS  |
| ---- | ------------------- | ----- | - | - | - | --- | --- |
| 1    | Porto Mutts         | 1.000 | 6 | 6 | 0 | 240 | 18  |
| 2    | Braga Warriors      | .833  | 6 | 5 | 1 | 108 | 53  |
| 3    | Paredes Lumberjacks | .667  | 6 | 4 | 2 | 106 | 77  |
| 4    | Porto Renegades     | .333  | 6 | 2 | 4 | 82  | 114 |
| 5    | Maia Mustangs       | .167  | 6 | 1 | 5 | 33  | 137 |
| 6    | Braga Black Knights | .000  | 6 | 0 | 6 | 6   | 176 |

##### LPFA Sul
| Pos. | Squadra           | PCT   | G | V | P | PF  | PS  |
| ---- | ----------------- | ----- | - | - | - | --- | --- |
| 1    | Lisboa Devils     | 1.000 | 6 | 6 | 0 | 313 | 176 |
| 2    | Crusaders CFA     | .333  | 6 | 2 | 4 | 223 | 250 |
| 3    | Algarve Sharks    | .333  | 6 | 2 | 4 | 199 | 231 |
| 4    | Lisboa Navigators | .625  | 6 | 2 | 4 | 146 | 231 |

#### Seconda fase

##### Turno 1
| Lavra 27 febbraio 2016, ore 15:00 | Porto Mutts | 21 – 34 | Lisboa Devils | Complexo Desportivo de Lavra |

| Braga 27 febbraio 2016, ore 17:00 | Braga Warriors | 0 – 8 | Algarve Sharks |  |

| Alcabideche 28 febbraio 2016, ore 15:00 | Crusaders CFA | 46 – 0 | Porto Renegades |  |

| Lisbona 28 febbraio 2016, ore 15:00 | Lisboa Navigators | 48 – 12 | Paredes Lumberjacks |  |

##### Turno 2
| Lisbona 5 marzo 2016, ore 15:00 | Lisboa Devils | 34 – 0 | Braga Warriors |  |

| Mouriz 5 marzo 2016, ore 18:00 | Paredes Lumberjacks | 21 – 0 | Maia Mustangs |  |

| Canelas 6 marzo 2016, ore 15:00 | Porto Renegades | 13 – 0 | Braga Black Knights |  |

##### Turno 3
| Faro 12 marzo 2016, ore 19:00 | Algarve Sharks | 40 – 19 | Porto Mutts |  |

| Barcelos 13 marzo 2016, ore 15:00 | Braga Black Knights | 0 – 44 | Lisboa Navigators |  |

| Maia 13 marzo 2016, ore 15:30 | Maia Mustangs | 0 – 54 | Crusaders CFA |  |

#### Classifica dopo la seconda fase
La classifica della regular season è la seguente:
- PCT = percentuale di vittorie, G = partite giocate, V = partite vinte,  P = partite perse, PF = punti fatti, PS = punti subiti
- La qualificazione ai playoff è indicata in verde

| Pos. | Squadra             | PCT   | G | V | P | PF  | PS  |
| ---- | ------------------- | ----- | - | - | - | --- | --- |
| 1    | Lisboa Devils       | 1.000 | 8 | 8 | 0 | 381 | 197 |
| 2    | Porto Mutts         | .750  | 8 | 6 | 2 | 280 | 92  |
| 3    | Paredes Lumberjacks | .625  | 8 | 5 | 3 | 139 | 125 |
| 4    | Braga Warriors      | .625  | 8 | 5 | 3 | 108 | 95  |
| 5    | Algarve Sharks      | .500  | 8 | 4 | 4 | 247 | 250 |
| 6    | Lisboa Navigators   | .500  | 8 | 4 | 4 | 238 | 243 |
| 7    | Crusaders CFA       | .500  | 8 | 4 | 4 | 323 | 250 |
| 8    | Porto Renegades     | .375  | 8 | 3 | 5 | 95  | 160 |
| 9    | Maia Mustangs       | .125  | 8 | 1 | 7 | 33  | 212 |
| 10   | Braga Black Knights | .000  | 8 | 0 | 8 | 6   | 233 |

## Playoff

### Tabellone
|  | Wild Card | Wild Card           | Wild Card      |                     |               | Semifinali    | Semifinali    | Semifinali |  |  | VII Final LPFA | VII Final LPFA | VII Final LPFA |  |
|  |           |                     |                |                     |               |               |               |            |  |  |                |                |                |  |
|  |           |                     |                |                     |               | 1             | Lisboa Devils | 38         |  |  |                |                |                |  |
|  |           |                     |                |                     |               | 1             | Lisboa Devils | 38         |  |  |                |                |                |  |
|  |           |                     |                | Paredes Lumberjacks | 0             |               |               |            |  |  |                |                |                |  |
|  | 3         | Paredes Lumberjacks | 16             | Paredes Lumberjacks | 0             |               |               |            |  |  |                |                |                |  |
|  | 3         | Paredes Lumberjacks | 16             |                     |               |               |               |            |  |  |                |                |                |  |
|  | 4         | Braga Warriors      | 8              |                     |               |               |               |            |  |  |                |                |                |  |
|  | 4         | Braga Warriors      | 8              |                     | Lisboa Devils | Lisboa Devils | 28            |            |  |  |                |                |                |  |
|  |           |                     |                |                     |               |               |               |            |  |  |                |                |                |  |
|  |           |                     | Algarve Sharks | Algarve Sharks      | 26            |               |               |            |  |  |                |                |                |  |
|  |           |                     |                | Algarve Sharks      | 26            |               |               |            |  |  |                |                |                |  |
|  |           |                     |                |                     |               |               |               |            |  |  |                |                |                |  |
|  |           |                     |                |                     |               |               |               |            |  |  |                |                |                |  |
|  |           | 2                   | Porto Mutts    | 0                   |               |               |               |            |  |  |                |                |                |  |
|  |           |                     |                | 0                   |               |               |               |            |  |  |                |                |                |  |
|  |           |                     |                | Algarve Sharks      | 2             |               |               |            |  |  |                |                |                |  |
|  | 5         | Algarve Sharks      | 28             | Algarve Sharks      | 2             |               |               |            |  |  |                |                |                |  |
|  | 5         | Algarve Sharks      | 28             |                     |               |               |               |            |  |  |                |                |                |  |
|  | 6         | Lisboa Navigators   | 8              |                     |               |               |               |            |  |  |                |                |                |  |

### Wild Card
| 27 marzo 2016 | Paredes Lumberjacks | 16 – 8 | Braga Warriors |  |

| 27 marzo 2016 | Algarve Sharks | 28 – 8 | Lisboa Navigators |  |

### Semifinali
| 9 aprile 2016, ore 16:00 | Porto Mutts | 0 – 2 (d.g.s.) | Algarve Sharks |  |

| 10 aprile 2016, ore 15:00 | Lisboa Devils | 38 – 0 | Paredes Lumberjacks |  |

### VII Final LPFA
| Maia 30 aprile 2016 | Lisboa Devils | 28 – 26 | Algarve Sharks | Estádio Prof. Dr. José Vieira de Carvalho |

## Verdetti
- Lisboa Devils Campioni del Portogallo 2015-2016